# Réseau maillé en tension continue

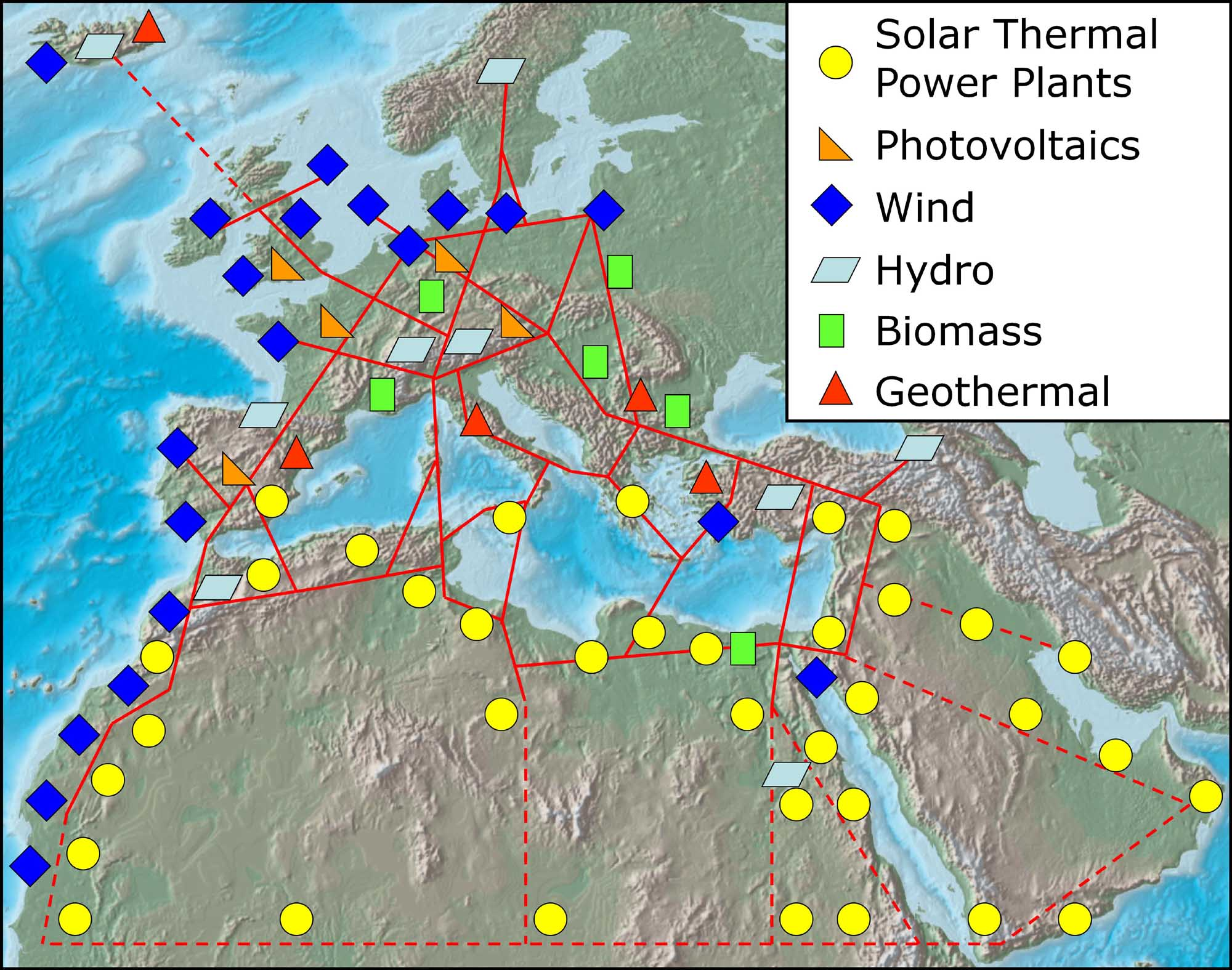
Exemple de Supergrid entre l'Europe et le bassin méditerranéen

Un réseau maillé en tension continue est un réseau électrique utilisant le courant continu pour transporter la puissance en lieu et place de courant alternatif comme sur les réseaux classiques. Autrement dit il s'agit de plusieurs lignes en courant continu haute tension (HVDC) connectées entre elles. L'avantage d'un tel réseau par rapport aux réseaux en courant alternatif est de permettre le transport de l'électricité sur de plus longues distances et avec moins de pertes. Par ailleurs le développement des énergies renouvelables, souvent loin des centres de consommation, impose un renforcement des réseaux électriques en Europe et en Amérique du Nord notamment. La construction de lignes à haute tension étant de plus en plus mal acceptée par l'opinion publique, d'autres solutions doivent être envisagées. Les réseaux en tension continue permettent le transport de la puissance par câble sur de longues distances contrairement aux réseaux en tension alternative, ils peuvent donc constituer une alternative.
Actuellement des systèmes HVDC multiterminaux existent mais pas de réseau maillé. Ce genre de réseau n'est qu'à l'état de projet, des obstacles techniques et économiques n'étant toujours pas levés. Les efforts fait en matière de recherche et développement dans le domaine permettent toutefois d'espérer qu'il devienne faisable dans les décennies qui viennent. Il sera probablement superposé au réseau AC actuel et ne le remplacera qu'en partie.
Le terme de Supergrid, littéralement « super réseau », désigne un réseau électrique capable de transporter de grandes puissances sur de grandes distances. Il était utilisé depuis les années 1960 pour désigner les réseaux en courant alternatif très haute tension. Avec la généralisation de ces réseaux, ce sens est devenu désuet. Actuellement, il désigne avant tout les réseaux maillés en tension continue. Le terme de Smartgrid, littéralement réseau intelligent, désigne les réseaux capables de régler leur répartition de puissance, dans ce sens les réseaux maillés en tension continue font partie des Smartgrid.
En 2012, les obstacles à surmonter sont : la réalisation de disjoncteurs HVDC à la fois suffisamment rapides et économiques pour un déploiement à grande échelle, réalisation de « transformateurs » en tension continue économiques, coût des installations HVDC, systèmes de commande et de protection adaptés. Par ailleurs des choix doivent être fait pour la construction d'un vaste réseau : choix d'une tension nominale, choix d'une technologie pour les convertisseurs HVDC - commutée par les lignes ou en source de tension -, choix d'un réseau entièrement aérien, entièrement par câble ou un mélange des deux.
Divers projets de Supergrid existent de par le monde, notamment en Europe avec le réseau éolien européen en mer, Medgrid ou Desertec. Aux États-Unis également les projets de Supergrid fleurissent afin de relier les énergies renouvelables de la côte et de l'intérieur des terres vers les grandes métropoles.

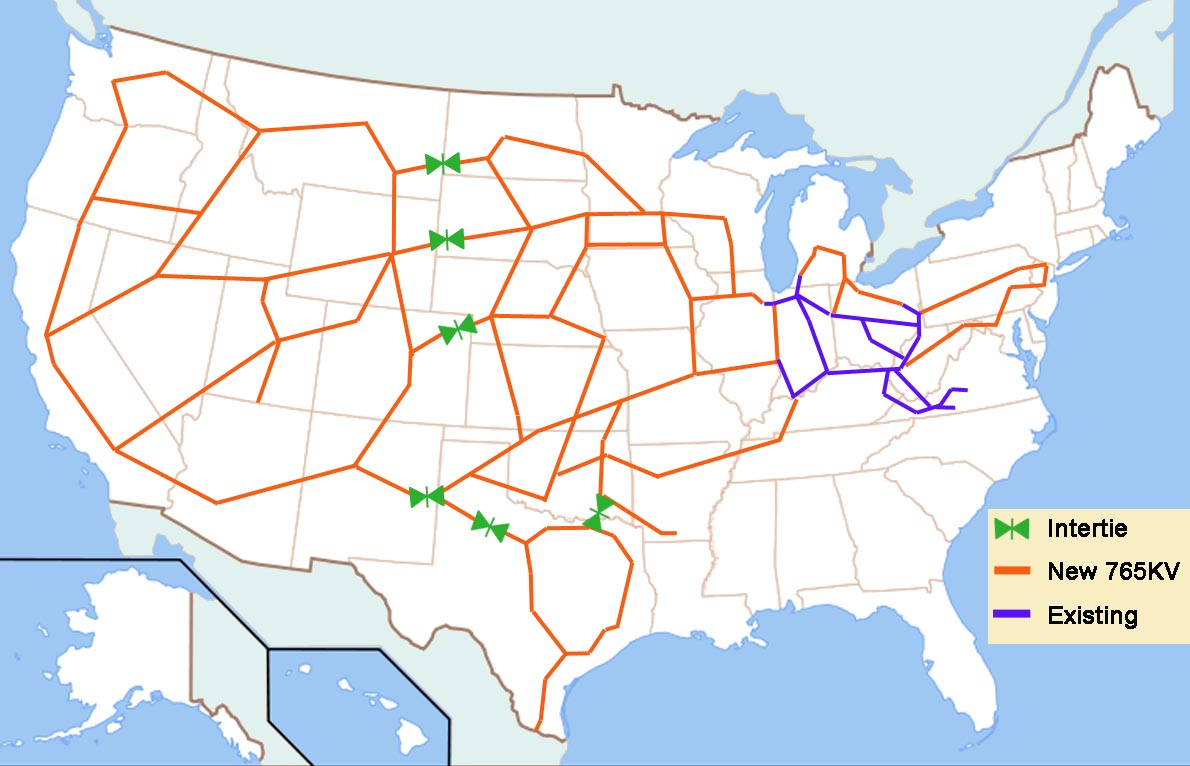
Vision de la Supergrid américaine qui utilise un réseau en tension alternative à 765 kV

## Description

### Réseau maillé

structure maillée : les postes électriques sont reliés entre eux par de nombreuses lignes électriques, apportant une grande sécurité d'alimentation.

Les lignes HVDC actuelles sont en quasi-totalité point-à-point, c'est-à-dire que la ligne en tension continue n'est connectée qu'à deux postes, eux-mêmes connectés au réseau AC. Autrement dit, les postes ne sont reliés entre eux que par une seule liaison électrique, souvent constituée de plusieurs lignes en parallèle. Le poste envoyant de la puissance est appelé « redresseur », celui en recevant « onduleur ». Par opposition, dans un réseau maillé les postes sont reliés entre eux par de nombreuses lignes électriques
.

### Supergrid
Surtout en Europe, le terme Supergrid est parfois utilisé pour parler du réseau maillé en tension continue. Ainsi l’association d’industriels européens Friends of the Supergrid (FOSG) définit le Super grid comme un système de transport de l’électricité utilisant principalement le courant continu, conçu pour faciliter la production d’énergie d’origine renouvelable dans des régions retirées et leur transport jusqu’aux centres de consommation, avec comme caractéristique fondamentale d’améliorer le marché de l’électricité.
Il faut noter que la notion nouvelle de Supergrid est indépendante de la notion britannique – qui date des années 1960 – qui couvre les réseaux de tension supérieure à 200 kV ou d’une notion américaine du début des années 2000 qui couvre un système conjoint de réseaux CCHT et de réseaux de transport d’hydrogène sur de longues distances. Actuellement, le terme américain peut également désigner un réseau en tension alternative mais rien ne semble décidé.

## Intérêt

### Intérêt d'un Supergrid
La production électrique provenant des énergies renouvelables est intermittente, la construction d'un réseau de transport d'électricité à grande échelle pour lisser cette volatilité devient de plus en plus nécessaire. Par ailleurs, les éoliennes offshores sont déjà reliées à la terre grâce à des liaisons HVDC, un élargissement de cette ébauche de réseau pourrait permettre de constituer un premier réseau maillé en tension continue capable d'évacuer la puissance produite.

### Intérêt de la tension continue
À la différence des lignes AC, les lignes HVDC n'ont pas besoin de compensation sur de longues distances, la stabilité de la centrale n'est pas menacée, les pertes en ligne sont également très réduites.
La réduction des pertes est en particulier liée au fait que la résistance en courant continu d'une ligne donnée est plus faible qu'en courant alternatif (absence d'effet de peau), mais surtout au fait que seule la puissance active est transportée en courant continu. Les pertes Joule dues au transport de la puissance réactive n'existent pas en courant continu, le courant est donc seulement limité par les capacités thermiques des conducteurs. Inversement le courant continu haute tension implique des pertes supplémentaires dans les postes de conversion. En dehors de toute considération technique, le choix économique d'utiliser ou pas du courant continu pour une liaison de grande longueur dépend en particulier de trois paramètres, :
- le coût supplémentaire des postes de conversion ;
- les pertes de ces postes de conversion ;
- les pertes en ligne.

Il en résulte donc une longueur de ligne au-delà de laquelle un projet de ligne à courant continu est rentable. On estime en général cette longueur à 500 km environ.

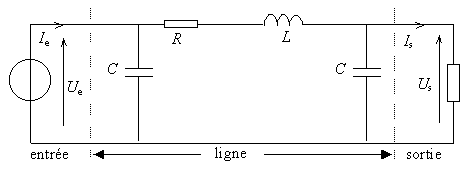
Modèle en Pi d'une ligne électrique, les câbles ont des capacités grandes

Par ailleurs, le HVDC est particulièrement adapté pour transporter de l'énergie électrique par câble, sous-marin entre autres.
Au-delà d'une certaine distance, 60 à 80 km environ pour des liaisons souterraines ou sous-marines, l'importance du courant capacitif rend peu intéressant le transport d'électricité en courant alternatif. Les câbles AC ont en effet un comportement capacitif vis-à-vis de la terre. Leurs charges et les décharges finissent par consommer l'intégralité du courant disponible. Autrement dit la puissance transportée par le câble devient intégralement réactive. Afin de réduire cet effet capacitif, on installe dans les liaisons classiques en courant alternatif des réactances de compensation, ce qui est coûteux.
Ce phénomène n'apparaît pour le courant continu que lors de la mise sous tension ou d'inversion de polarité (pour le VSC, il n'y a même pas d'inversion de polarité). En régime permanent, le courant étant continu, la capacité parasite du câble ne se charge ou décharge pas. Il n'y a donc aucune limite théorique existante, en matière de distance, pour l'HVDC,,.
La construction de lignes à haute tension étant de plus en plus mal acceptée par l'opinion publique, la construction d'un réseau par câble en tension continue peut présenter une alternative intéressante.

### Intérêt du réseau maillé

Réseau maillé constitué de lignes point-à-point en tension continue (les carrés rouges représentent les postes de conversions AC/DC)

Réseau maillé en tension continue avec contenant des disjoncteurs HVDC (carrés noirs)

Il y a plusieurs avantages pour un réseau en tension continue à être maillé. Cela réduirait le nombre de postes de conversion nécessaire pour relier différents points. Par exemple prenons un réseau contenant 3 postes : A, B et C. Si on veut qu'ils puissent échanger de la puissance entre eux, avec des lignes point-à-point, il faut une ligne AB (2 postes), une ligne AC (2 postes) et une ligne BC (2 postes), soit un total de 6 postes, avec un réseau maillé, un poste par point suffit on a donc un total de 3 postes. Les postes de conversions étant coûteux et entrainant des pertes, cet avantage est donc important.
Par ailleurs, avec un réseau maillé un poste peut passer de receveur à émetteur d'énergie, ou inversement, sans qu'un autre poste ne doive changer son état, cela facilite la commande du réseau. Il apporte également un plus grand niveau de redondance et donc de sécurité qu'un réseau en antenne, leur flexibilité et la mise en commun des ressources les rendent en outre plus économiques,.

## Obstacles techniques et économiques

### Disjoncteurs HVDC
Un des principaux obstacles à la construction d'un véritable réseau maillé en HVDC était jusqu'en 2012 l'absence de disjoncteur pour courant continu suffisamment rapide et économique pour protéger les installations électriques des courts-circuits. En effet, en l'absence de disjoncteur côté DC, en cas de court-circuit, le courant doit être interrompu au poste HVDC. Si pour un point-à-point cela ne change rien : la liaison entre les deux postes est perdue, pour un réseau maillé cela implique que toutes les postes se retrouvent sans tension en cas de défaut.
Cela est inacceptable. Des disjoncteurs DC dans le réseau doivent permettre de n'ouvrir que la ligne défectueuse tout en maintenant sous tension les lignes saines.
Les bobines de lissage connectée aux lignes haute tension dans les postes LCC permettent d'augmenter l'inductance de celle-ci. Cela limite le taux de montée du courant continu ({\displaystyle {\frac {di}{dt}}}) en cas de court-circuit. Dans le cas des postes VSC ces bobines sont absentes, le courant monte donc très rapidement. Plus le disjoncteur est long à s'ouvrir, plus sa capacité de coupure doit être importante,.
La difficulté réside dans le fait que le courant continu ne passe pas par zéro. Or les disjoncteurs AC utilisent justement ce passage par zéro du courant pour interrompre l'arc électrique qui se forme entre ses contacts. Une solution est d'introduire un circuit résonant type RLC pour forcer le courant à zéro, elle n'est cependant pas assez rapide pour protéger efficacement le système des courts-circuits côté haute tension,.  Des disjoncteurs HVDC construits simplement avec des semi-conducteurs sont possibles, mais entraînent de fortes pertes, ce qui n'est pas acceptable pour les réseaux de transport d'énergie. En 2011, ABB a annoncé avoir construit un prototype de disjoncteur HVDC hybride permettant d'interrompre le courant continu côté haute tension de manière économique. L'objectif d'ABB est d'interrompre le courant sur des lignes ayant une tension de 320 kV.

### Convertisseur DC/DC

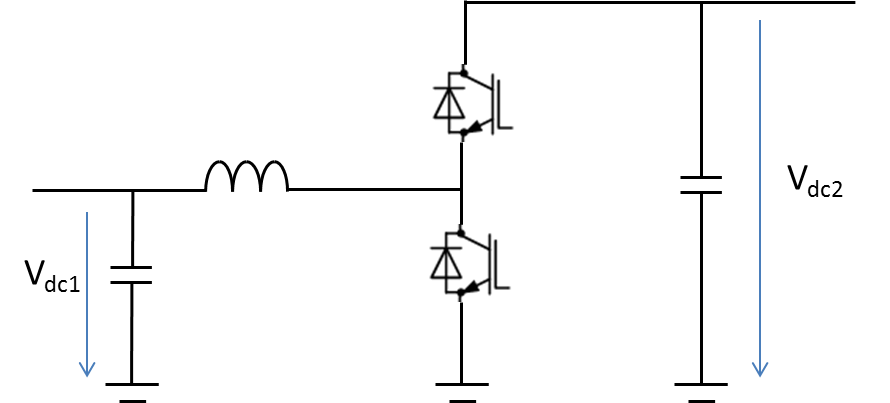
Convertisseur DC/DC à deux niveaux

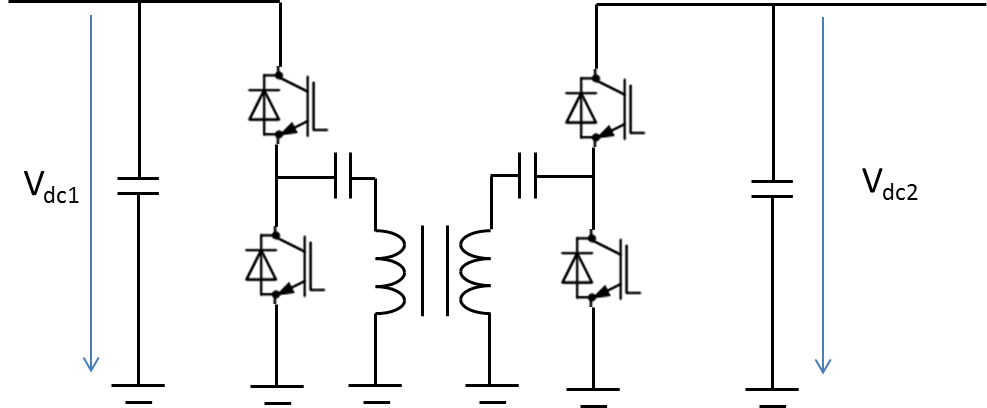
Convertisseur DC/DC en pont en H

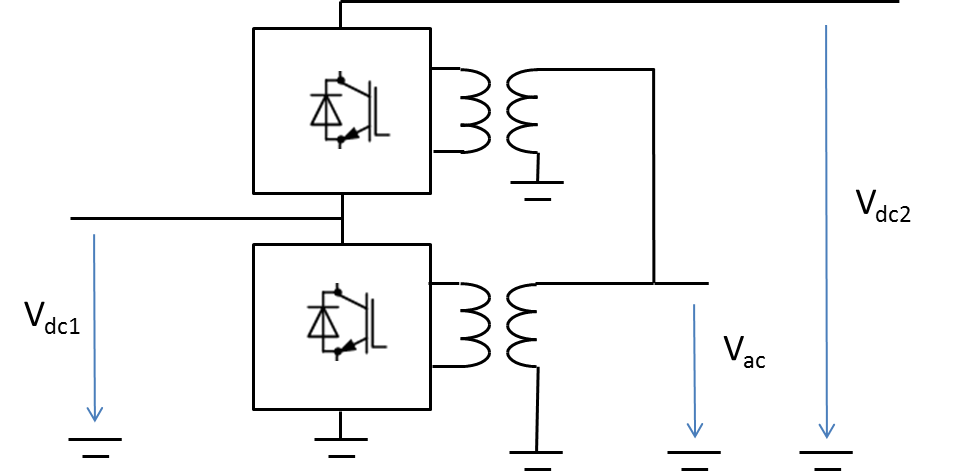
Convertisseur DC/DC série

Un autre obstacle à la construction d'un réseau HVDC maillé est l'absence de « transformateur » DC/DC, ou plus exactement d'un équipement permettant de modifier la tension du réseau avec peu de pertes. Pour mémoire, au début du XIXe siècle le choix de la tension alternative ou de la tension continue pour le transport d'électricité n'était pas tranché. La victoire finale de la première est en grande partie due aux transformateurs. Ceux-ci fonctionnant grâce à l'induction électrique, ils ont nécessairement besoin d'une tension non constante pour fonctionner, ils sont donc inadaptés pour modifier une tension continue.
La solution la plus simple pour modifier la tension dans un circuit en tension continue est d'utiliser un diviseur de tension, toutefois les pertes joules qu'il génère le disqualifient. Un diviseur de tension capacitif est exclu, les capacités bloquant le courant continu. En électronique de puissance, la solution la plus simple dans ce cas est d'utiliser un hacheur. Cela est envisageable si les deux niveaux de tensions sont proches. Toutefois le courant passant de sa valeur nominale à zéro et inversement les pertes par commutation sont importantes. Si les tensions sont fortement différentes les convertisseurs doivent par ailleurs être dimensionnés de manière à résister à la tension et au courant les plus élevés. Ils sont donc surdimensionnés.
Une solution consiste à placer une capacité entre un pont redresseur et un pont onduleur. La capacité stocke temporairement l'énergie. Les pertes par commutation sont alors réduites et les éléments ne doivent pas être surdimensionnés. Son défaut est que le courant traverse toujours les semi-conducteurs, des pertes sont donc toujours présentes, même si le rapport de conversion est proche de un. Ce système joue également le rôle de disjoncteur HVDC.
En considérant que les lignes DC sont connectées à un point de conversion AC/DC, on peut placer deux convertisseurs AC/DC en série afin d'obtenir en même temps les bons niveaux de tensions continues et alternative. Cette dernière solution semble plus économique.

### Stratégie de commande

Stratégie en marge de tension. Le poste 1 maintient la tension constante. Le poste 2 maintient son courant constant

La stratégie de commande de la tension continue dans un tel réseau doit être standardisée.
Le niveau de tension continue est l'indicateur de l'équilibre consommation/production dans le réseau : si la production est trop basse par rapport à la consommation la tension baisse et inversement. Les capacités de lissage des postes de conversion servent dans ce cas à donner de l'inertie au système.
De manière similaire au réseau AC pour la fréquence, il est imaginable de dédier certains postes à la commande de la tension continue. Une sorte de réglage primaire. En cas de défaut, un réglage secondaire doit permettre de redistribuer les charges dans le réseau.
Deux stratégies de commande de la tension sont envisagées : à marge de tension et à chute de tension. Dans le premier cas, la commande d'un poste va maintenir la tension constante quel que soit le courant. Les autres postes sont réglés en courant et maintiennent celui-ci constant tant que la tension reste dans un plage définie. Si ce n'est plus le cas, le poste va prendre la commande de la tension, l'ancien poste maître va passer en réglage de courant. Dans le cas de la commande à chute de tension, la consigne de tension diminue avec le courant. Le principe maître-esclave peut également être ajouté à cette dernière stratégie, dans ce cas le dépassement de la plage de tension pour un poste fait passer sa commande de courant à tension.

Stratégie en marge de tension. Si la tension au poste 2 baisse légèrement, la commande ne change pas
Stratégie en marge de tension. Par contre si la tension au poste 2 baisse fortement, la commande du poste 2 va régler la tension
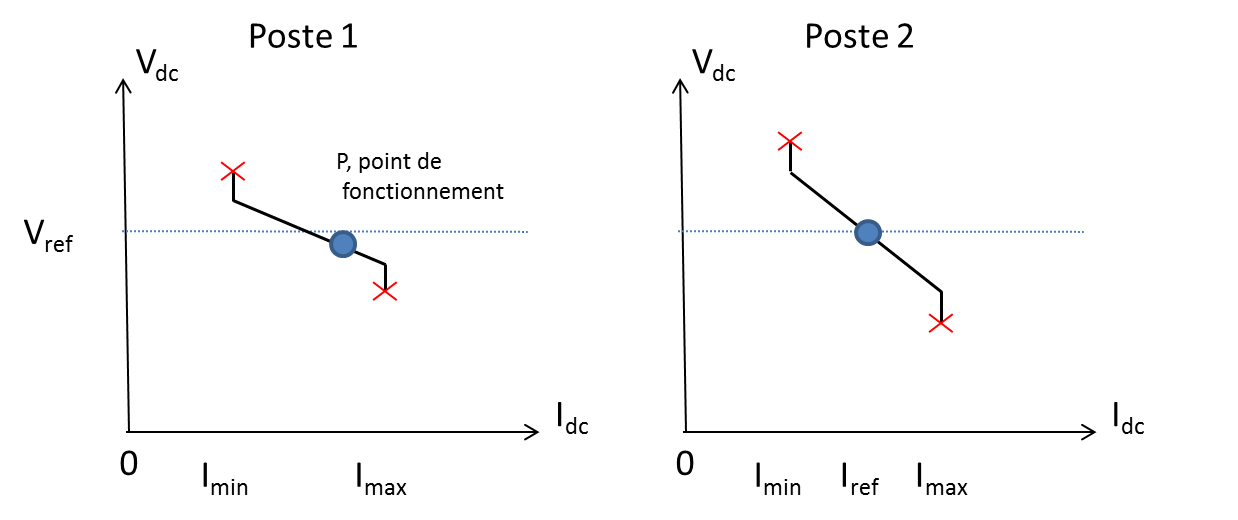
Stratégie en chute de tension
Stratégie combinant chute de tension et marge de tension

### Stratégie de protection
Comme évoqué dans la partie disjoncteurs HVDC, les protections des réseaux maillés en tension continue doivent être très rapides. En cas de défaut, la puissance vient du réseau AC principalement elle n'est limitée que par l'inductance des transformateurs de conversion et la résistance, très faible, des lignes en tension continue. Le système est donc très contraint. Une réponse rapide évite que les lignes ou les câbles de transmission ne se déchargent et permet donc de reprendre le transfert de puissance immédiatement. Au total le temps de réponse du disjoncteur HVDC et du système de protection doit être de maximum 5 ms. L'introduction de bobine en série avec les lignes ou les câbles peut être envisagée pour accroître les constantes de temps du système.
Une stratégie de protection différente de celle utilisée en tension alternative doit encore être définie. En effet, les protections de distance semblent peu adaptées, les lignes en tension continue étant purement résistives, les protections différentielles ont le défaut de nécessiter une ligne de communication, source d'erreur et d'allongement du temps de réponse surtout en cas de longues lignes, les protections à maximum de courant sont quant à elle peu sélectives. La nouvelle protection doit donc être à la fois rapide et sans communication. Par ailleurs, le cas de l'échec de la première série de système de protection doit être étudié : le courant devient alors encore plus élevé, les disjoncteurs doivent cependant toujours être en mesure de l'interrompre. Ainsi une protection en cas d'échec d'un disjoncteur doit être développée.

## Choix à faire

### Technologie des convertisseurs HVDC
Deux technologies existent pour les installations HVDC : celles commutées par les lignes (« line commutated converter », LCC) et celles autocommutées dite « convertisseurs en source de tension » (« Voltage source converter », VSC). Les LCC utilisent des thyristors pour leur valves, alors que les VSC utilisent des IGBT. Les LCC doivent inverser la polarité de la tension dans la ligne pour changer le sens du transfert de puissance. Les VSC, qui n'inversent pas leur polarité mais seulement leur courant, semblent plus adaptés et plus facile à commander. Un autre avantage des VSC est de produire moins d'harmoniques, ainsi que de pouvoir commander les puissances actives et réactives de manières indépendantes, alors que pour les LCC les deux puissances sont liées. Enfin, un autre point fort décisif des VSC est de pouvoir démarrer puis fonctionner grâce à sa seule alimentation de secours, alors qu'un LCC a besoin d'un réseau AC fort. Après une coupure électrique à grande échelle, le redémarrage d'un réseau en tension continue utilisant la technologie LCC pourrait se révéler complexe. Cependant, les LCC ont l'avantage d'avoir des pertes réduites : de l'ordre de 0,7 % pour chaque poste de conversion, contre 1,6 % pour les VSC. Globalement le VSC semble être la meilleure solution,.
Le CIGRÉ fait toutefois remarquer que dans le cas où la réversibilité du flux de puissance n'est pas très important, un poste LCC peut être connecté en onduleur à un réseau maillé en tension continue connecté ailleurs à des VSC. Il est nécessaire dans ce cas de disposer de disjoncteurs HVDC rapide pour éviter que les échecs de commutation ne viennent mettre en danger le réseau en tension continue.
Pour la configuration des convertisseurs, celle en bipôle semble la plus probable.

### Lignes aériennes ou câbles

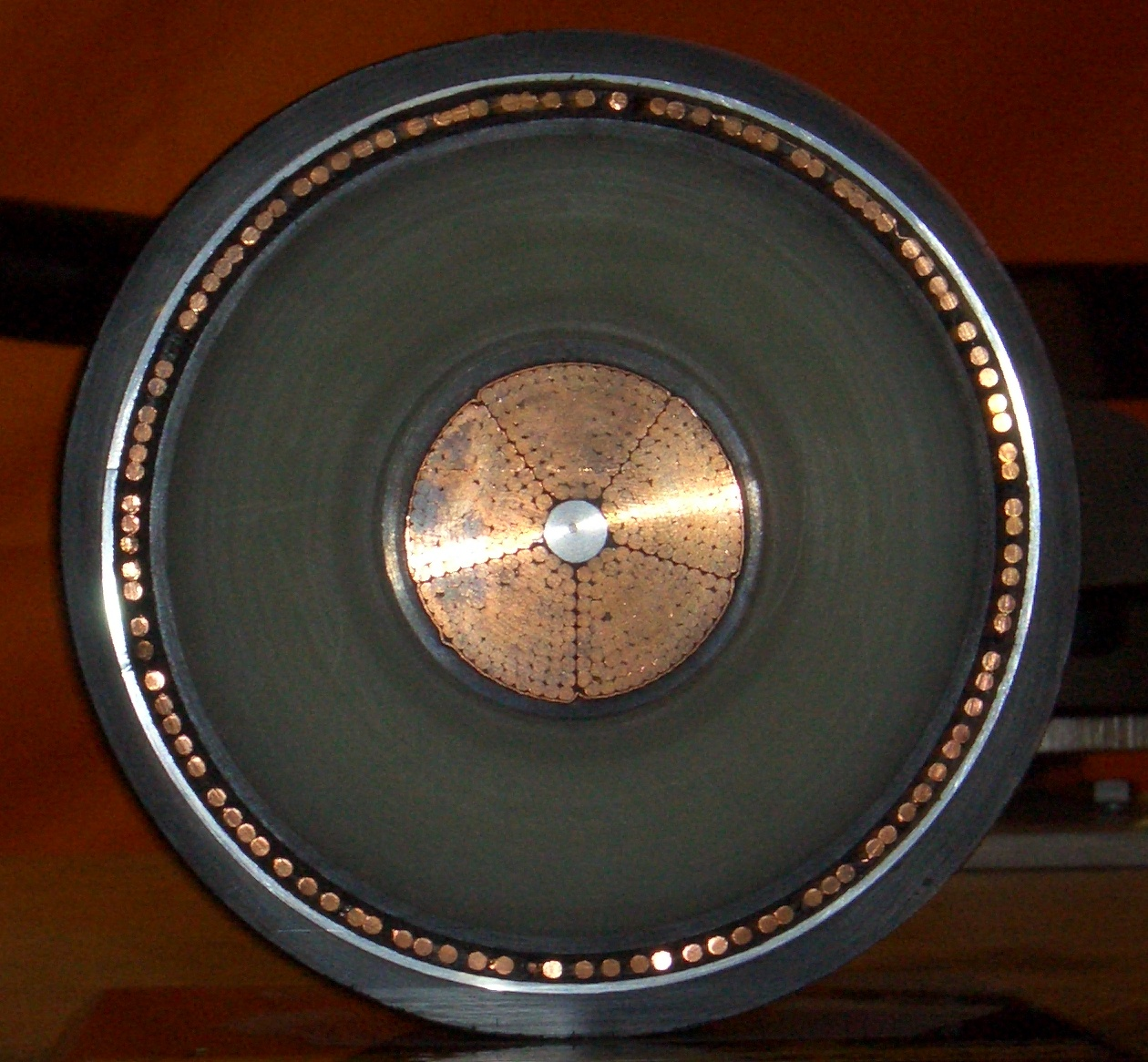
Les câbles en polyéthylène réticulé représentent l'avenir des câbles pour liaisons HVDC

Un choix à effectuer est de savoir si le réseau doit être construit à l'aide de lignes aériennes ou de câble souterrain et sous-marin.
Un des premiers critères de choix est le prix : les lignes souterraines en courant continu sont typiquement entre 2 et 3 fois plus chères que les lignes aériennes, cela dépend cependant de nombreux paramètres : par exemple le type de sol. Ce facteur augmente avec le niveau de tension,. Le second est le paramètre environnemental. Les câbles n'ont pas d'impact visuel et sont donc beaucoup mieux acceptés par la population que les lignes aériennes à haute tension. Ils utilisent également moins de sol et conduisent à moins de dévaluation des biens immobiliers environnants.  Ainsi Europacable affirme que pour transporter une puissance de 5 GW il faut au moins un couloir de 50 m de large avec une ligne aérienne alors que 12 suffisent pour des câbles. Pour réduire encore l'empreinte au sol, il est possible de regrouper plusieurs câbles dans un « faisceau », par exemple mettre 2 câbles électriques en parallèle et les associer à une fibre optique.
Il est à noter cependant que lors de leur construction les câbles engendrent plus de nuisance que les lignes aériennes, le creusement du tracé étant plus long que la pose de pylônes. Les câbles subissent moins de défaut électrique que les lignes aériennes. Ils ne sont pas touchés par la foudre ou les tempêtes par exemple. Même si on enlève les coupures brèves (en cas de foudre la coupure dure quelques millisecondes), les lignes aériennes ont plus d'interruptions longues. Ceci doit cependant être nuancé par le fait qu'il est difficile de localiser le défaut dans un câble (alors que pour les lignes aériennes, une inspection visuelle suffit la plupart du temps), la réparation est également plus longue, de l'ordre de 3 semaines,. La maintenance des câbles est également moindre, il ne faut pas élaguer les arbres à ses environs par exemple, ce qui représente un budget important. Ainsi le budget d'exploitation des câbles HVDC est négligeable.
En 2012, les câbles utilisés pour les liaisons en courant continu sont soit au papier imprégné ou en polyéthylène réticulé, "Pr" en abrégé français ou XLPE en acronyme anglais. Les seconds ne sont jusqu'à présent pas adaptés aux LCC, les inversions de polarité les endommageant. Ceux en papier imprégné peuvent supporter des tensions allant jusqu'à ± 500 kV, ceux en XLPE ± 320 kV. Cette limite n'existe pas pour les lignes aériennes.

### Tension nominale
Alors que pour les réseaux AC, les niveaux de tensions sont bien définis : par exemple en France les lignes haute tension ont un niveau de tension nominal de 400, 225, 90 et 63 kV. En HVDC par contre, il n'y a pas de niveau de tension standard. En effet sur une ligne point-à-point, le niveau de tension continue n'a pas d'influence sur le réseau AC, on peut donc l'optimiser en fonction d'autres paramètres.
Un réseau maillé avec plusieurs niveaux de tension différents à le défaut d'impliquer des convertisseurs DC/DC intermédiaires à la fois coûteux et sources de perte, une standardisation du niveau de tension semble donc avantageuse.
D'un côté une tension élevée limite les pertes Joule et rend possible le transport d'une plus grande puissance, de l'autre cela impose des distances d'isolement accrues soit des équipements électriques de plus grandes tailles donc plus chers. Par ailleurs, comme déjà mentionné les câbles XLPE sont limités à ±320 kV, tandis que ceux à papier imprégné de masse le sont à ±500 kV.
Le groupe B4 du CIGRÉ planche actuellement sur le sujet et compte délivrer ses résultats courant 2015. Le groupe de travail CEI, TC 115 travaille de manière plus générale à la standardisation des installations HVDC. En 2013, il pense que de manière similaire au réseau AC, quand de faibles puissances doivent être transportées une tension plus faible serait utilisée, à l'inverse pour les grandes puissances les tensions seraient élevées. En particulier les liaisons intercontinentales devraient être en ±800 ou 1 000 kV.

## Interaction avec le réseau AC
La construction d'un réseau maillé en tension continue n'a pas vocation à remplacer le réseau AC, mais à venir s'y superposer et à le compléter.
Les postes HVDC sont beaucoup plus contrôlables que leur équivalent AC. En comparaison le réseau AC est passif. Les postes HVDC pourraient donc permettre de réguler le réseau AC auquel ils sont connectés.

## Projets et initiatives

### Supergrid européen

#### Initiatives menées par la commission européenne
De nombreuses initiatives ont été prises pour faire aboutir les projets de supergrid. Ainsi le 7 décembre 2009 lors du Conseil de l’Union européenne sur l’énergie une déclaration d’intention de l'Allemagne, Royaume-Uni, France, Danemark, Suède, Pays-Bas, Belgique, Irlande et Luxembourg a été signée pour construire un réseau éolien en mer. La Norvège a rejoint le projet en février 2010.
Le projet e-Highway2050 piloté par l'ENTSOE a été approuvé par la commission européenne le 27 novembre 2012. Il s'agit d'un plan de développement du réseau électrique européen, encore à définir, pour l'horizon 2020-2050.
Le projet Realisegrid qui a pour objectif de définir des méthodes permettant de choisir les options souhaitables pour le Supergrid est également soutenu par l'Union européenne. Enfin l'initiative Twenties vise à développer de nouvelles solutions pour faciliter le raccord des éoliennes en mer à la rive.

#### Projets privés
Le Plan solaire méditerranéen, porté par l'Union pour la Méditerranée, propose de relier les États du Maghreb à l'Europe afin de renforcer leur réseau électrique et de permettre l'échange de puissance entre les deux parties. La production d'origine solaire de l'Afrique du Nord pourrait ainsi être envoyée entre Europe. Le projet Desertec, porté surtout par les industriels allemands, a des objectifs similaires mais avec des capacités de production solaire dans le désert du Sahara.

### Supergrid américain
Les États-Unis ont en 2013, un réseau de transmission électrique trop faible pour transporter l'énergie renouvelable produite dans le pays vers les métropoles, en particulier du nord-est. Un renforcement du réseau semble inévitable mais les résistances sont fortes notamment en raison du coût et des nuisances des lignes électriques. La division administrative entre l'État fédéral et États fédérés rend les projets plus difficiles à mener.
Les plans américains pour la construction d'un Supergrid se concrétisent actuellement principalement avec la construction du poste tête-bêche de Tres Amigas se trouvant à Clovis au Nouveau-Mexique qui doit permettre de relier 3 réseaux synchrones américains : l'Eastern Interconnection, la Western Interconnection et la Texas Interconnection. Le projet de ferme éolienne de grande échelle Atlantic wind connection au large de la côte, qui doit être relié en 6 points sur la rive par des lignes HVDC peut également être vu comme une autre ébauche de Supergrid,,.